# Christian Zehe
Christian Zehe (* 30. August 1967 in Rostock) ist ein ehemaliger deutscher Vielseitigkeitsreiter.
Bereits in den Jahren 1985 und 1986 wurde Christian Zehe mit Dingo VII DDR-Vizemeister in der Altersklasse „Jugend“ (entspricht der Altersklasse Junge Reiter) im Vielseitigkeitsreiten. In die Altersklasse der „Reiter“ stieg er direkt mit dem Gewinn des DDR-Meistertitels im Vielseitigkeitsreiten ein. Zwei Jahre später erreichte Zehe Platz 3 bei den letzten DDR-Meisterschaften. Beide Male ritt er den Wallach Gallus.
Auch nach der deutschen Wiedervereinigung folgten Erfolge, so dass er 1991 für die Europameisterschaft nominiert wurde. Beruflich war er in dieser Zeit Student des Maschinenbaus. Bei dieser Europameisterschaft in Punchestown erritt er mit Gallus den siebenten Platz in der Einzelwertung.
Daraufhin wurde Gallus zum „Pferd des Jahres 1991“ gewählt, eine Auszeichnung, die traditionell beim CHIO Aachen überreicht wird.
Tragisch verlief das Jahr 1992 für Zehe. Bei Galopptraining brach Gallus tot zusammen. Grund hierfür war der Riss der Hauptschlagader. Zehe und Gallus standen zu diesem Zeitpunkt kurz vor den Olympischen Spielen, für die sie nominiert waren. Der damalige Bundestrainer Martin Plewa äußerte sich hierzu:

„Für uns ist das natürlich ein großer Verlust, denn dieses Pferd war im Gelände kaum zu schlagen.“

Nachdem er in den Folgejahren selbst weiterhin in Vielseitigkeitsprüfungen gestartet war, konzentrierte er sich zunehmend auf den Bau von Parcours von Vielseitigkeitsturnieren, so war zum Beispiel für den Parcoursbau beim Weltcupturnier in Strzegom zuständig. In dieser Funktion entwickelt und baut er auch neue Geländehindernisse, so etwa ein bei starkem Aufprall abwerfbares Baumstamm-Hindernis für den Geländekurs der Warendorfer Bundeschampionate.
Zehe trat als Reiter für den Reit- und Fahrverein Groß Lüsewitz e.V. an, der zunächst in Groß Lüsewitz und seit 1998 auf dem Hof der Familie Zehe in Sanitz bei Rostock angesiedelt ist. Er war Mitglied im Vorstand des Kreisreiterbundes Bad Doberan.

## Pferde
- Gallus (* 1981; † 1992), brauner Wallach der Rasse Edles Warmblut (Mecklenburger Abstammung), Vater: Grollus xx[10]